# Aeroplane (журнал)
Aeroplane (формально Aeroplane Monthly) є британським журналом присвяченим авіації, сфокусованим на історії авіації та актуальному її стані. Перший випуск журналу Aeroplane Monthly вийшов з друку в травні 1973 і продавався за ціною 30 британнських пенсів, у кооперації Flight International, IPC Media. Засновником є Richard T. Riding. Редакція журналу базується в Лондоні.
Журнал є продовженням ранішого щотижневого видання The Aeroplane, заснованого ще в 1911.